# Río Lolo
El Lolo es un río de Gabón, afluente del río Ogooué. Es el río que pasa por la localidad de Koulamoutou, capital de la provincia de Ogooué-Lolo, provincia que recibe su nombre de este río. Sus principales afluentes son el río Wagny, el río Lebiyou y el río Bouenguidi.
Nace en los montes Chaillu, cerca de la frontera con la República del Congo, y la mayor parte de su recorrido tiene lugar en territorio de la provincia de Ogooué-Lolo. En Koulamoutou confluye con el río Bouenguidi, su principal afluente. La desembocadura en el Ogooué tiene lugar en la provincia de Ogooué-Ivindo, unos 100 km al norte de Koulamoutou y unos 50 km aguas abajo de Lastoursville.